# Championnat d'Europe 2020 de football américain
Navigation
2018 PA 2023
Le Championnat d'Europe 2020 de football américain (en anglais, 2020 IFAF European Championship) est la 15e édition du Championnat d'Europe de football américain.
Il s'agit d'une compétition continentale de football américain mettant aux prises des sélections nationales européennes affiliées à l'IFAF Europe.
L'équipe d'Allemagne n'est pas membre de l'IFAF ce qui explique qu'elle ne participe pas à la compétition. Le tournoi qualificatif est itinérant.
À la suite de la pandémie de Covid-19, l'IFAF a décidé le 28 mai 2020 que toutes les rencontres prévues en 2020 seraient reportées en 2021.

## Historique
Le format de ce championnat est un format de groupes (12 meilleurs - 5 restantes) avec montée et descente. 
Après 2014 et la scission de l'IFAF en deux branches rivales (IFAF Paris et IFAF New York) survenue fin de l'année 2016 après les tournois qualificatifs pour l'Euro 2018 effectués en 2015 et 2016 (sous l'égide de l'EFAF Europe), chaque faction a désiré organiser son propre championnat d’Europe des nations. Néanmoins, en 2018, l'IFAF Paris a renoncé à organiser sa compétition. Depuis 2019, un seul tournoi est organisé par l'IFAF Europe.

## Le championnat

### Règles des tournois
Règles applicables pour départager les équipes : 
Aucun match ne peut se terminer sur un nul.
Le classement des groupes s'effectue en fonction du ratio de victoire/défaite.
Si deux équipes possèdent le même ratio, elles sont départagées selon les critères suivants :
1. résultat du match les opposant
2. différence de points sur l'ensemble des matchs (total des points inscrits - total des points encaissés)
3. le total des points marqués sur l'ensemble des matchs
4. tirage au sort
Si plus de deux équipes possèdent le même ratio, elles sont départagées selon les critères suivants :
1. différence de points sur l'ensemble des matchs (total des points inscrits - total des points encaissés)
2. le total des points marqués sur l'ensemble des matchs
3. tirage au sort

### Groupe A
Douze équipes participent à la compétition. Elles sont réparties dans quatre Divisions de trois équipes.
En 2019 : 
- Les quatre meilleures équipes au classement européen sont têtes de série des quatre divisions.
- Les équipes classée 5 à 8 sont placées en deuxième rang dans les divisions.
- Les équipes classée 9 à 12 sont placées en troisième rang dans les divisions.
- Pour éviter les frais de déplacement, il n'y a pas de match entre équipes de division différente et les équipes ne disputent que deux matchs.

En 2020, les équipes sont réparties en fonction des résultats obtenus lors des matchs de division de 2019 dans trois groupes (top, mid et bottom) et débuteront ensuite la phase finale (voir ci-dessous).
| Équipes            |                 | Matchs             | Matchs  | Matchs             | Matchs |                    | Classement provisoire | Classement provisoire | Classement provisoire | Classement provisoire | Classement provisoire |
| Équipes            | Date            | Domicile           | Score   | En déplacement     | Place  | Équipes            | G                     | P                     | N                     |                       |                       |
| France             | 13 octobre 2019 | République Tchèque | 30 - 28 | France             | 1      | France             | 2                     | 0                     | 0                     |                       |                       |
| Serbie             | 26 octobre 2019 | Serbie             | 16 - 0  | République Tchèque | 2      | Serbie             | 1                     | 1                     | 0                     |                       |                       |
| République Tchèque | 9 novembre 2019 | France             | 13 - 07 | Serbie             | 3      | République Tchèque | 0                     | 2                     | 0                     |                       |                       |

| Équipes  |                   | Matchs   | Matchs  | Matchs         | Matchs |          | Classement | Classement | Classement | Classement | Classement |
| Équipes  | Date              | Domicile | Score   | En déplacement | Place  | Équipes  | G          | P          | N          |            |            |
| Autriche | 21 septembre 2019 | Suisse   | 0 - 60  | Autriche       | 1      | Italie   | 2          | 0          | 0          |            |            |
| Italie   | 6 octobre 2019    | Autriche | 14 - 21 | Italie         | 2      | Autriche | 1          | 1          | 0          |            |            |
| Suisse   | 20 octobre 2019   | Italie   | 38 - 0  | Suisse         | 3      | Suisse   | 0          | 2          | 0          |            |            |

| Équipes  |                 | Matchs   | Matchs  | Matchs         | Matchs |          | Classement | Classement | Classement | Classement | Classement |
| Équipes  | Date            | Domicile | Score   | En déplacement | Place  | Équipes  | G          | P          | N          |            |            |
| Finlande | 12 octobre 2019 | Pays-Bas | 0 - 55  | Finlande       | 1      | Finlande | 2          | 0          | 0          |            |            |
| Danemark | 19 octobre 2019 | Danemark | 22 - 19 | Pays-Bas       | 2      | Danemark | 1          | 1          | 0          |            |            |
| Pays-Bas | 26 octobre 2019 | Finlande | 44 - 03 | Danemark       | 3      | Pays-Bas | 0          | 2          | 0          |            |            |

| Équipes         |                 | Matchs          | Matchs  | Matchs          | Matchs |                 | Classement provisoire | Classement provisoire | Classement provisoire | Classement provisoire | Classement provisoire |
| Équipes         | Date            | Domicile        | Score   | En déplacement  | Place  | Équipes         | G                     | P                     | N                     |                       |                       |
| Suède           | 5 octobre 2019  | Russie          | 70 - 34 | Suède           | 1      | Suède           | 2                     | 0                     | 0                     |                       |                       |
| Grande-Bretagne | 19 octobre 2019 | Grande-Bretagne | 34 - 0  | Russie          | 2      | Grande-Bretagne | 1                     | 1                     | 0                     |                       |                       |
| Russie          | 2 novembre 2019 | Suède           | 36 - 14 | Grande-Bretagne | 3      | Russie          | 0                     | 2                     | 0                     |                       |                       |

#### Phase finale en 2021
Initialement prévues en 2020, toutes les rencontres de la phase finale ont été reportées en 2021 à la suite de la pandémie de Covid-19.
Les quatre premiers de chaque division ont été placés dans le top group. Elles seront classées de la 1re à la 4e place en fonction des résultats.
Il en va de même pour les seconds de division placés dans le mid group et qui seront classés de la 5e à la 8e place et pour les troisièmes de division placés dans le bottom group et qui seront classés de la 9e à la 12e place,.
| Équipes  |      | Matchs | Matchs   | Matchs   | Matchs         | Matchs |         | Classement final | Classement final |
| Équipes  | Date | Date   | Domicile | Score    | En déplacement | Place  | Équipes |                  |                  |
| France   | 2021 | A      | Italie   | 35 - 0   | France         | 1      | Italie  |                  |                  |
| Italie   | 2021 | B      | Finlande | 14 - 22  | Suède          | 2      | Suède   |                  |                  |
| Finlande |      | 2021   | #1       | Italie   | 41 - 14        | Suède  |         | 3                | Finlande         |
| Suède    |      | 2021   | #3       | Finlande | 14 - 06        | France |         | 4                | France           |

| Équipes         |      | Matchs | Matchs          | Matchs          | Matchs         | Matchs          |          | Classement final | Classement final |
| Équipes         | Date | Date   | Domicile        | Score           | En déplacement | Place           | Équipes  |                  |                  |
| Autriche        | 2021 | A      | Autriche        | 48 - 06         | Serbie         | 5               | Autriche |                  |                  |
| Serbie          | 2021 | B      | Grande-Bretagne | 00 - 35         | Danemark       | 6               | Danemark |                  |                  |
| Grande-Bretagne |      | 2021   | #5              | Autriche        | 38 - 25        | Danemark        |          | 7                | Serbie           |
| Danemark        |      | 2021   | #7              | Grande-Bretagne | 35 - 0         | Grande-Bretagne |          | 8                | Grande-Bretagne  |

| Équipes            |      | Matchs | Matchs             | Matchs             | Matchs         | Matchs   |         | Classement final | Classement final   |
| Équipes            | Date | Date   | Domicile           | Score              | En déplacement | Place    | Équipes |                  |                    |
| République Tchèque | 2021 | A      | République Tchèque | 00 - 0             | Russie         | 9        | Russie  |                  |                    |
| Russie             | 2021 | B      | Suisse             | 35 - 0             | Pays-Bas       | 10       | Suisse  |                  |                    |
| Suisse             |      | 2021   | #09                | Russie             | 36 - 09        | Suisse   |         | 11               | République Tchèque |
| Pays-Bas           |      | 2021   | #11                | République Tchèque | 35 - 0         | Pays-Bas |         | 12               | Pays-Bas           |

### Groupe B
Les équipes du Groupe B, se rencontrent dans le but de monter dans la hiérarchie européenne afin de pouvoir disputer le prochain championnat dans le Groupe A.
Ces rencontres mettent en présence cinq équipes :
|   | Équipes  | G | P | N | Pts + | Pts - | Diff. |
| - | -------- | - | - | - | ----- | ----- | ----- |
| 1 | Hongrie  | 4 | 0 | 0 | 106   | 053   | +53   |
| 2 | Espagne  | 2 | 1 | 1 | 072   | 049   | +53   |
| 3 | Israël   | 1 | 2 | 1 | 069   | 098   | -29   |
| 4 | Turquie  | 1 | 3 | 0 | 102   | 081   | +21   |
| 5 | Belgique | 1 | 3 | 0 | 039   | 124   | -85   |

| Date              | À domicile | Score   | En déplacement |
| ----------------- | ---------- | ------- | -------------- |
| 19 septembre 2019 | Turquie    | 22 - 27 | Israël         |
| 6 octobre 2019    | Israël     | 23 - 32 | Belgique       |
| 12 octobre 2019   | Hongrie    | 24 - 07 | Espagne        |
| 26 octobre 2019   | Belgique   | 07 - 31 | Hongrie        |
| 26 octobre 2019   | Espagne    | 30 - 25 | Turquie        |
| 2021              | Belgique   | 00 - 35 | Turquie        |
| 2021              | Turquie    | 20 - 24 | Hongrie        |
| 2021              | Hongrie    | 44 - 19 | Israël         |
| 2021              | Israël     | 00 - 0  | Espagne        |
| 2021              | Espagne    | 35 - 0  | Belgique       |